# Rowohlts Klassiker der Literatur und der Wissenschaft
Rowohlts Klassiker der Literatur und der Wissenschaft (abgekürzt RK) war eine Schriftenreihe im Taschenbuchformat des Rowohlt Verlags Hamburg. Sie erschien ab April 1957 und wurde von Ernesto Grassi unter Mitarbeit von Wolfgang von Einsiedel herausgegeben. Mit dieser Reihe wurde die hohe Auflagen erzielende Reihe der rororo Taschenbücher um ein anspruchsvolleres Sortiment erweitert.

## Konzept

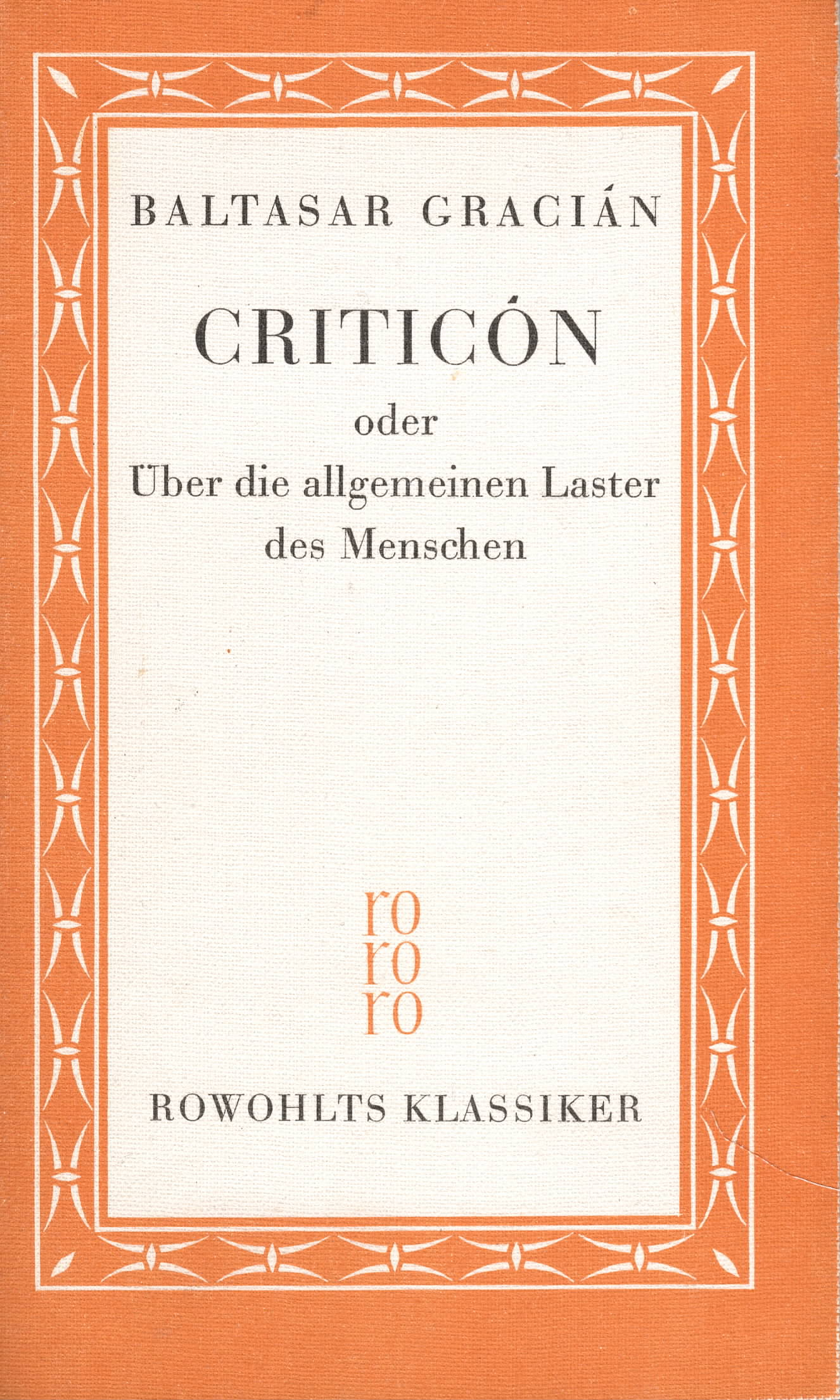
Vorderseite Buchreihe Rowohlts Klassiker (Band 2 Baltasar Gracián: Criticón)

Im Gegensatz zu der ebenfalls von Ernesto Grassi herausgegebenen Reihe rowohlts deutsche enzyklopädie findet man in Rowohlts Klassiker keine pathetische Selbstdarstellung. Das Konzept kann also nur indirekt aus dem Verzeichnis der lieferbaren Bände erschlossen werden, das vom August 1959 datiert und die ersten 58 Nummern beinhaltet.
Die 45 Bände (wenn man die 13 Doppelnummern einfach zählt) stammen von Verfassern folgender Nationen bzw. Sprachen:
- Altgriechisch: 9 (davon Platon: 6)
- Italienisch: 6
- Spanisch: 1
- Französisch: 8
- Deutsch: 5
- Englisch: 12 (davon USA: 2, Indien: 1, William Shakespeare 6)
- Deutsch/Englisch/Französisch gemischt: 1
- Russisch: 3

Die Shakespeare-Stücke sind neben dem Tagebuch Leonardos die einzigen doppelsprachigen Ausgaben. Die 6 Bände Platon stellen dessen „Sämtliche Werke“ dar, die man dem Publikum aber nicht doppelsprachig zumuten wollte. Die wenigen deutschen Bände betreffen Johann Beer, Rudolf Borchardt, Jean Paul, Meister Eckhart und Zeitgenossen sowie Kurt Pinthus’ Menschheitsdämmerung. Sechs Bände Dramen (Shakespeare eben) und zwei Bände Lyrik (moderne) – der Rest ist Erzählliteratur, wobei immerhin jene englischer und französischer Provenienz repräsentativ vertreten ist. Die italienische Literatur endet mit Giacomo Casanova, die spanische bereits mit Baltasar Gracián, die altrömische ist noch nicht geboren. Einen „Klassiker der Wissenschaften“ findet man gar nicht.
Inhaltlich waren die Bände aber ordentlich kuratiert. Sie beinhalteten biographische Angaben, eine Bibliographie und einen „Zum Verständnis des Werkes“ betitelten Essay von oft akademischen Autoren (z. B. Hugo Friedrich, Wolfgang Clemen).

## Erscheinungsbild

### Ursprüngliches Design
Rowohlts Klassiker hatte das gleiche Format wie die bereits seit 1955 erscheinende rowohlts deutsche enzyklopädie, nämlich eine Höhe von 19 und eine Breite von 11,5 cm, und lag damit zwischen Kleinoktav und Oktav.
Der flexible Umschlag war in Leinen kaschiert und wirkte dadurch optisch wie haptisch rau. (rde dagegen hatte steife glatte Umschläge und war nur am Rücken mit einem Leinenstreifen verstärkt.)
Der Umschlag war einheitlich gestaltet, und zwar von Hans Hermann Hagedorn. Vorder- bzw. Rückseite waren monochrom eingerahmt, wobei die Farben variierten. Der weiß gehaltene Mittelteil enthielt nur Verfassernamen, Titel, Untertitel, – aber keine Abbildungen. Nur die Innenseite des Farbrahmens wurden durch eine Zierleiste aufgelockert. Das rororo-Emblem war in der unteren Hälfte der Seite platziert, gefolgt vom Schriftzug „ROWOHLTS KLASSIKER“.
Der Mittelteil der gleich gegliederten Rückseite war rein weiß bis auf ein kreisförmiges Logo mit dem Schriftzug „RK“ und einem ionischen Kapitell.
Die Bände hatten dünnes Papier, kleine Schriftgröße mit geringem Zeilenabstand. Band Nr. 2 z. B. umfasste 240 Seiten. Gesetzt wurde aus der Linotype-Aldus-Buchschrift und der Palatino (D. Stempel AG). Der Preis betrug im Erscheinungsjahr 1957 1,90 DM bzw. für die Doppelnummer 3,00 DM (1959 3,30 DM).

### Neues Design
Mit dem Band 58 wurde das Erscheinungsbild komplett aufgegeben. Die Umschläge wurden individuell gestaltet und enthielten Graphik bzw. Illustrationen. Viele Bände waren von der Hauptreihe der rororo-Taschenbücher optisch nicht mehr unterscheidbar.

## Ausgaben

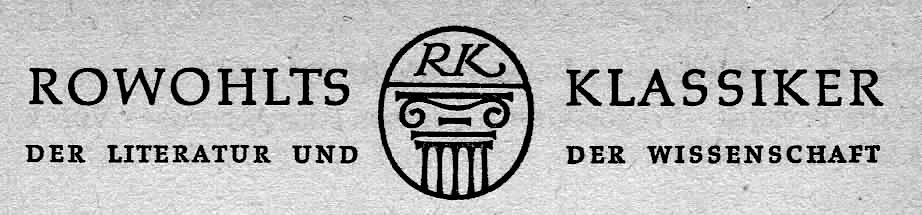
Logo Buchreihe Rowohlts Klassiker der Literatur und der Wissenschaft

- 1 PLATON: Sämtliche Werke, Band I – Apologie – Kriton – Protagoras – Ion – Hippias II – Charmides – Laches – Euthyphron – Gorgias – Briefe
- 2 BALTASAR GRACIÁN: Criticón oder Über die allgemeinen Laster des Menschen
- 3 ALFRED DE VIGNY: Glanz und Elend des Militärs
- 4 WILLIAM SHAKESPEARE: Romeo und Julia (Englisch und Deutsch)
- 5 LAURENCE STERNE: Empfindsame Reise
- 6 PAUL CÉZANNE: Über die Kunst – Gespräche mit Gasquet und Briefe
- 7 XENOPHON: Das Gastmahl
- 8 VOLTAIRE: Candide
- 9 JOHANN BEER (1655–1700): Das Narrenspital
- 10 Die Fragmente der Vorsokratiker – Von HERMANN DIELS
- 11/12 Russische Erzähler: Puschkin – Gogol – Turgenjev – Saltykov – Tolstoj – Dostojevskij – Leskov – Korolenko – Tschechov
- 13 RUDOLF BORCHARDT: Der unwürdige Liebhaber
- 14 PLATON: Sämtliche Werke, Band II – Menon – Hippias I – Euthydemos – Menexenos – Kratylos – Lysis – Symposion
- 15 LEONID N. ANDREJEV: Die sieben Gehenkten – Lazarus – Judas Ischariot
- 16 GIORDANO BRUNO: Heroische Leidenschaften und individuelles Leben
- 17/18 JEAN PAUL: Siebenkäs
- 19 WILLIAM SHAKESPEARE: Hamlet (Englisch und Deutsch)
- 20/21 WILLIAM MAKEPEACE THACKERAY: Jahrmarkt der Eitelkeit
- 22/23 Leben des Benvenuto Cellini, von ihm selbst geschrieben – Übersetzt und herausgegeben von GOETHE
- 24 SRI AUROBINDO: Der integrale Yoga
- 25 LEONARDO DA VINCI: Philosophische Tagebücher (Italienisch und Deutsch)
- 26 WILLIAM SHAKESPEARE: König Richard III. (Englisch und Deutsch)
- 27 PLATON: Sämtliche Werke, Band III – Phaidon – Politeia
- 28 MADAME DE LAFAYETTE: Die Prinzessin von Cleve – Die Prinzessin von Montpensier
- 29/30 HOMER: Die Odyssee – Übersetzt in deutsche Prosa von Wolfgang Schadewaldt
- 31 ECKHART, TAULER, SEUSE: Ein Textbuch aus der altdeutschen Mystik – Herausgegehen von Hermann Kunisch
- 32/33 NIKOLAJ GOGOL: Die toten Seelen
- 34 FRANZ VON ASSISI: Die Werke (Sonnengesang – Testament – Ordensregeln – Briefe) – Die Blümlein
- 35 HONORÉ DE BALZAC. Die Frau von dreißig Jahren
- 36 WILLIAM SHAKESPEARE: Macbeth (Englisch und Deutsch)
- 37/38 HERMAN MELVILLE: Moby Dick
- 39 PLATON: Sämtliche Werke, Band IV – Phaidros – Parmenides – Theaitetos – Sophistes
- 40 GUSTAVE FLAUBERT: Madame Bovary
- 41/42 STENDHAL: Die Kartause von Parma
- 43/44 GIACOMO CASANOVA: Memoiren I – Bettina – Rom – Paris – Wien – Die Flucht aus den Bleikammern
- 45/46 DANIEL DAFOE: Glück und Unglück der berüchtigten Moll Flanders
- 47 PLATON: Sämtliche Werke, Band V – Politikos – Philebos – Timaios – Kritias
- 48 WILLIAM SHAKESPEARE: Ein Sommernachtstraum (Englisch und Deutsch)
- 49/50 GUSTAVE FLAUBERT: Lehrjahre des Gefühls
- 51/52 GIACOMO CASANOVA: Memoiren II – Lotterie und Kalabala – Esther – Köln – Bonn – Stuttgart – Bekehrung und Verführung – Voltaire
- 53 EDGAR ALLAN POE: Der Mord in der Rue Morgue – Geschichten zwischen Tag, Traum und Tod
- 54 PLATON: Sämtliche Werke, Band VI – Nomoi
- 55/56 Menschheitsdämmerung – Ein Dokument des Expressionismus – Neu herausgegeben von Kurt Pinthus
- 57 WILLIAM SHAKESPEARE: Julius Caesar (Englisch und Deutsch)
- 58 Ohne Haß und Fahne – Kriegsgedichte des 20. Jahrhunderts

Die Schreibung der Namen (inklusive die Transkription der russischen) und der Gebrauch der Kapitalen (im Original Kapitälchen) und Kursiven sowie die nur partielle Angabe des Lebensalters sind originalgetreu der Quelle entnommen. Es wurden nur der Mittelpunkt in Doppelpunkt und die eckige Klammer in runde Klammer geändert. Um die Quelle nicht zu verfälschen, wurden weder Jahreszahlen ermittelt noch Wikilinks eingesetzt.